# Лазарский, Ян
Ян Лаза́рский (пол. Jan Łazarski; 16 октября 1892, Краков — 11 августа 1968, там же) — польский шоссейный и трековый велогонщик, выступал за сборную Польши на всём протяжении 1920-х годов. Серебряный призёр летних Олимпийских игр в Париже в зачёте командной гонки преследования, трёхкратный чемпион польского национального первенства в спринте.

## Биография
Ян Лазарский родился 16 октября 1892 года в городе Кракове, Малопольское воеводство, Российская империя. Активно заниматься спортом начал с раннего детства, состоял в Краковском клубе велосипедистов и мотогонщиков.
Впервые заявил о себе в 1922 году — выиграл бронзовые медали на чемпионате Польши среди любителей на шоссе и в спринте на треке.
Наивысшего успеха на взрослом международном уровне Лазарский добился в сезоне 1924 года, когда на польском трековом первенстве одержал победу в спринтерской дисциплине и благодаря череде удачных выступлений удостоился права защищать честь страны на летних Олимпийских играх в Париже. В зачёте командной гонки преследования вместе с партнёрами Томашем Станкевичем, Юзефом Ланге и Францишеком Шимчиком выиграл стартовый заезд у гонщиков из Латвии, затем в четвертьфинале уступил Бельгии, но с лучшим временем всё же прошёл в полуфинальную стадию. В полуфинале они встретились с сильной командой Франции, но французы на первом же круге допустили падение и сразу же лишились всяких шансов на победу. Организаторы хотели провести заезд заново, но один из французских гонщиков травмировался и не смог, таким образом, выйти на старт. В решающем заезде полякам противостояла сборная Италии, победившая на предыдущей Олимпиаде и считавшаяся главным фаворитом соревнований — в течение первых шести кругов ни одна из команд не имела явного преимущества, однако на последних двух кругах итальянцы значительно увеличили темп и ожидаемо выиграли турнир. Также на парижской Олимпиаде стартовал в спринте и гонке на 50 км, но ни в одной из этих дисциплин не смог финишировать и соответственно не попал в число призёров.
Став серебряным олимпийским призёром, Ян Лазарский остался в основном составе польской национальной сборной и продолжил принимать участие в крупнейших международных гонках. Так, в 1925 и 1926 годах он благополучно защищал звание чемпиона Польши спринтерских трековых гонках, однако в сезоне 1927 года уступил чемпионский титул Артуру Шмидту, заняв в итоговом протоколе лишь вторую позицию. В 1929 году принял решение завершить карьеру профессионального спортсмена.
В ходе Второй мировой войны в течение восьми месяцев был узником гестапо, после войны работал слесарем в Кракове. Заслуженный работник физической культуры, член совета старейшин Краковского клуба велосипедистов и мотогонщиков.
Умер 11 августа 1968 года в Кракове в возрасте 75 лет, похоронен на Раковицком кладбище.